# Tuyên Nhân Thánh Liệt Hoàng hậu
Tuyên Nhân Thánh Liệt Cao Hoàng hậu (chữ Hán: 宣仁聖烈高皇后, 1032 － 1093), hay còn gọi Tuyên Nhân Hoàng thái hậu (宣仁皇太后) hay Tuyên Nhân hậu (宣仁后), là Hoàng hậu duy nhất của Tống Anh Tông Triệu Thự, sinh mẫu của Tống Thần Tông Triệu Húc, tổ mẫu của Tống Triết Tông Triệu Hú và Tống Huy Tông Triệu Cát.
Trong lịch sử triều Tống, bà là vị Hoàng hậu đầu tiên sinh ra Hoàng đế kế vị, cũng là trường hợp đầu tiên trở thành bà nội ruột của các Hoàng đế đời sau. Cao Hoàng hậu qua các đời, trở thành Hoàng thái hậu rồi Thái hoàng Thái hậu, được ["Quyền đồng thính chính"] mà tiến hành nhiếp chính cho cháu trai Tống Triết Tông, vị thế cực cao. Bà từng can thiệp triều chính rất mạnh mẽ dưới triều của Tống Thần Tông và Tống Triết Tông, phản đối kịch liệt Tân pháp của Vương An Thạch, trọng dụng phe phái bảo thủ đứng đầu là Tư Mã Quang. Tuy vậy, bà được đánh giá có tài chấp chính, làm đất nước phồn vinh, ngoài ra cũng nổi tiếng bởi sự hiền minh lễ độ.
Do những đóng góp và tầm ảnh hưởng của mình, các sử gia Tống triều xưng bà làm [Nữ trung Nghiêu Thuấn; 女中尧舜]. Từ đó về sau, cụm "Nữ trung Nghiêu Thuấn" này hay được dùng tán dương Hậu đức, được dùng đặc biệt nhiều trong các triều đại sau, kể cả triều đại nhà Nguyễn của Việt Nam.

## Tiểu sử

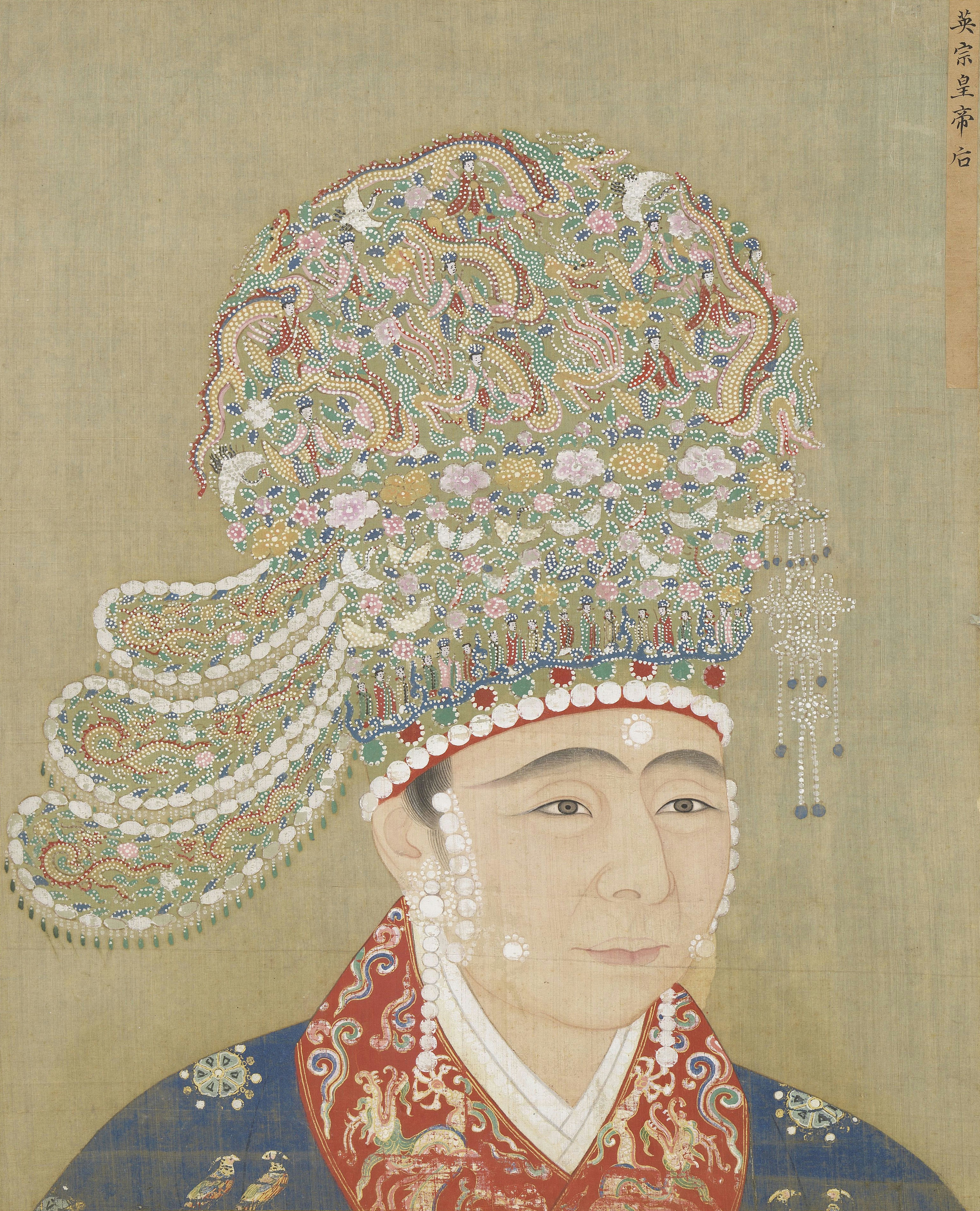
Cận chân dung Tuyên Nhân Cao Thái hậu.

Tuyên Nhân Thánh Liệt Hoàng hậu Cao thị, đại danh Chính Nghi (正儀), nhũ danh Thao Thao (滔滔), sinh ngày 16 tháng 7 (âm lịch), nguyên quán ở Mông Thành, Bạc Châu (nay là An Huy, Mông Thành).
Tằng tổ phụ là Trung Vũ quân Tiết độ sứ tặng Vệ vương Cao Quỳnh (高瓊), tổ phụ là Kiến Hùng quân Tiết độ sứ tặng Khang vương Cao Kế Huân (高繼勳), gia tộc họ Cao xuất thân nước Yên, nhiều đời đều là Tiết độ sứ sau tặng làm tước Vương, gia thế danh giá hiển hách. Cha bà là Cao Tuân Phủ (高遵甫), làm đến Phó sứ của Bắc Tác phường, sau tặng hàm Thái sư, tước Trần vương (陳王). Mẹ bà là Tào thị, xuất thân danh môn, là chị của Từ Thánh Quang Hiến Hoàng hậu - Hoàng hậu của Tống Nhân Tông. Trong nhà bà còn có em trai là Cao Sĩ Lâm (高士林).
Khi còn nhỏ, bà được Từ Thánh hậu đưa vào cung nuôi lớn, gặp gỡ Triệu Tông Thực, sau đổi tên làm Triệu Thự. Khi ấy, Triệu Thự là con cháu dòng bên, do Tống Nhân Tông không có con nên phải chọn làm Trữ quân, được Từ Thánh hậu đích thân phủ dưỡng. Cao thị là cháu gọi Từ Thánh hậu bằng dì, được nhắm làm vợ của Triệu Thự. Khi kết hôn với Triệu Thự, Cao thị được phong tước hiệu Kinh Triệu Quận quân (京兆郡君).
Năm Gia Hữu thứ 8 (1063), mùa hạ, Tống Nhân Tông băng hà, Thái tử Triệu Thự tức Hoàng đế vị, là Tống Anh Tông. Cùng năm, tháng 4, ngày Canh Tý (29), Anh Tông chỉ dụ lập Kinh Triệu Quận quân Cao thị làm Hoàng hậu. Nhưng Anh Tông khi vừa lên ngôi thì bệnh nặng, Tào Thái hậu lâm triều, nên lễ sách lập Hoàng hậu bị tạm hoãn. Sang năm Trị Bình thứ 2 (1065), tháng 11, ngày Nhâm Thân, Anh Tông nhân việc tôn huy hiệu cho Hoàng thái hậu, cũng chính thức làm lễ sách lập Hoàng hậu cho Cao thị, năm ấy bà 32 tuổi. Cao hậu được đánh giá là mỹ lệ và đức độ. Em trai bà là Cao Sĩ Lâm đang nhậm chức Nội điện sùng ban (內殿崇班), Anh Tông muốn thăng chức, nhưng bà lại cản và nói:「"Sĩ Lâm có thể vào triều làm quan, đã là quá phận ân điển, lẽ nào có thể vòi vĩnh điển lệ trước đây, sủng ái Hậu tộc?"」.
Năm Trị Bình thứ 4 (1067), Tống Anh Tông băng hà sau 4 năm trị vì ngắn ngủi, con trai cả của Cao hậu là Thái tử Triệu Húc kế vị, tức Tống Thần Tông. Sau khi lên ngôi, Thần Tông liền tấn tôn Tào Thái hậu làm Thái hoàng Thái hậu, còn Cao Hoàng hậu được tôn làm Hoàng thái hậu, cung điện gọi là Bảo Từ cung (寶慈宮). Thời kì làm Hoàng thái hậu, Cao hậu không ảnh hưởng nhiều đến triều chính, do sự ảnh hưởng toàn bộ là ở Tào Thái hoàng. Sau khi Tào Thái hoàng băng hà vào năm Nguyên Phong thứ 2 (1079), Cao hậu mới chính thức trở thành trưởng bối của triều Tống.

## Quyền đồng thính chính
Năm Nguyên Phong thứ 8 (1085), Tống Thần Tông bệnh nặng, Tể chấp Vương Khuê (王珪) vào hầu bệnh, bọn họ xin di chiếu lập Diên An Quận vương Triệu Hú làm Hoàng thái tử, Cao Thái hậu có「Quyền đồng thính chính; 權同聽政」. Thần Tông gật đầu. Đại thần Vương Khuê sau khi nhận di chiếu bèn đến điện, dập đầu xin Thái hậu buông rèm nghe chính, bà khóc mà nói về Diên An Quận vương rằng: 「"Đứa nhỏ này có hiếu, tự mình hầu thuốc cho Quan gia, tuyệt nhiên luôn hầu bên cạnh. Lại thường hay đọc Phật Kinh, niệm 7 quyển 《Luận Ngữ》, tuyệt không gian dối!"」, Thái hậu mệnh cho Hoàng tử ra ngoài bái Vương Khuê, việc lập Diên An Quận vương làm Hoàng thái tử đã vì thế được quyết. Thế là đầu tháng 3 (ÂL) cùng năm, Thái hậu buông mành lên ngự ở Phúc Ninh điện (福寧殿), cùng ngày ấy, Quận vương được lập làm Hoàng thái tử. Thái tử đăng vị, tức Tống Triết Tông. Tân đế tôn Cao Thái hậu làm Thái hoàng Thái hậu, tuân di chiếu mời Thái hoàng Thái hậu giúp nhiếp chính, cung thất gọi Sùng Khánh cung (崇慶宮), chính điện trong cung gọi là Sùng Khánh Thọ Khang điện (崇慶壽康殿).
Sau khi Cao hậu trở thành Thái hậu, cả ba đời nhà bà đều gia tặng thêm các chức hàm Thái sư, Thượng thư lệnh, Trung thư lệnh rồi tán hàm Khai phủ nghi đồng Tam tư lẫn tước Vương, khiến gia tộc họ Cao hiển quý cực điểm. Tống Thần Tông nhiều lần muốn vì nhà họ Cao mà xây từ đường xa hoa để hợp vị thế của gia tộc, nhưng Cao Thái hậu không đáp ứng. Sau triều đình dâng một mảnh đất tốt, Thái hậu tự dùng tiền của mình mà làm, mọi việc đều không đụng đến một đồng từ quốc khố. Nắm quyền to, Cao Thái hoàng càng siết chặt người nhà của mình. Hai cháu trai của bà là Cao Công Hội (高公绘), Cao Công Kỉ (高公纪) đều nên thăng Quan sát sử, nhưng bà nhất quyết không chịu. Về sau, Tống Triết Tông dâng biểu mãi, bà mới chấp nhận thăng một bậc. Lại có khi, Cao Công Hội dâng tấu sớ giãi bày nên thiện đãi gia tộc Chu Thái phi và Cao Thái hoàng, nhưng bà lại hỏi:「"Ngươi trình độ văn hóa không cao, làm sao có thể viết được tấu chương hoa mỹ thế này?"」, Cao Công Hội bèn khai là thuộc quan Hình Thứ (邢恕) viết hộ. Cao Thái hoàng bèn trục xuất Hình Thứ ra khỏi triều đình.
Đối với nền chính trị khi ấy, từ Cao Thái hoàng chấp chính đã muốn trọng dụng Tư Mã Quang làm Tể tướng, phế bỏ toàn bộ Tân pháp của Vương An Thạch. Ngày Thần Tông băng, Cao Thái hoàng có hỏi Tư Mã Quang kế sách, ông dâng lên ["Khất khai khẩu lộ trát tử"; 乞开言路札子], kiến nghị "Rộng đường ngôn luận". Bên cạnh đó, ông chỉ trích Tân pháp mà Vương An Thạch đề bạt, "Khổ dân mà lại vô ích", do đó những Tân pháp ấy nhanh chóng bị bãi bỏ. Tư Mã Quang cũng kiến nghị Thái hoàng nên trọng dụng lại các đại thần bị biếm truất vì phản đối Tân pháp, bao gồm Lưu Chí (刘挚), Phạm Thuần Nhân (范纯仁), Tô Thức và Tô Tuân. Cao Thái hoàng tuy phản đối Tân pháp, song nhìn chung được đánh giá là uyên bác, anh minh trong thời kỳ bà nhiếp chính giúp Tống Triết Tông. Trong thời gian chấp chính, Cao Thái hoàng chủ trương tiết kiệm, thực thi lễ pháp anh minh, đất nước yên bình và hưng thịnh. Thời kì Tống Triết Tông được đánh giá tích cực, kinh tế và xã hội phát triển đỉnh cao, không thể không kể đến công lao của bà. Tuy nhiên, do nhiều năm nắm quyền lực, Cao Thái hoàng có quan hệ không mấy tốt đẹp với người cháu nội là Tống Triết Tông. Sử gia về sau xưng làm [Nữ trung Nghiêu Thuấn; 女中尧舜], tức "Nghiêu, Thuấn của Nữ giới".
Đại thần Chương Đôn (章惇) là một trong những người chứng kiến biến pháp của Vương An Thạch, phụng sự Tống Thần Tông cải cách. Sau khi Cao Thái hoàng lâm triều thính chính, dùng Tư Mã Quang làm Tể tướng, bãi bỏ toàn bộ biến pháp khiến Chương Đôn bất bình. Khi Cao Thái hoàng ra chiếu trừ bỏ biến pháp, Chương Đôn đứng trước điện, cãi nhau với Tư Mã Quang không nên phế bỏ biến pháp năm Hi Ninh, tất sẽ gây ra đại sự. Ông một mình dâng sớ, thượng tấu phân tích hai cải cách "Miễn Quân dịch" và "Sai dịch", thiệt hại ra sao, cùng Tư Mã Quang thẳng thắng tranh luận. Sau Chương Đôn có lời nói bất kính, bèn bị biếm chức.

## Băng thệ nghị phế
Năm Nguyên Hựu thứ 8 (1093), mùa thu, tháng 9, ngày Mậu Dần, Thái hoàng Thái hậu Cao thị băng hà, thọ 62 tuổi.
Trước đó, Thái hoàng Thái hậu triệu Lã Phòng, Phạm Thuần Nhân vào hầu, bà bảo:「"Ta qua đời, Hoàng thượng (ý nói Tống Triết Tông) sẽ lại thất sủng hai ngươi. Cả hai nên biết liệu đường rút khỏi chính trường, tránh làm trái ý Hoàng thượng, sẽ bảo toàn về sau!"」. Vài ngày sau, Thái hoàng giá băng. Tháng 12, ngày Kỷ Tị, Tống Triết Tông dâng thụy hiệu là Tuyên Nhân Thánh Liệt Hoàng hậu (宣仁聖烈皇后). Năm sau (1094), tháng 2, ngày Kỷ Dậu, làm lễ hợp táng Tuyên Nhân Thánh Liệt Hoàng hậu cùng Tống Anh Tông tại Vĩnh Dụ lăng (永裕陵). Ngày Kỷ Mùi, thăng thần chủ nhập Thái Miếu. Vì Tuyên Nhân hậu cầm quyền, Tống Triết Tông ngày ngày bất mãn, ngay sau khi bà mất bèn đổi niên hiệu thành Thiệu Thánh. Sau khi bà mất 2 năm, bọn Chương Đôn, Thái Biện cùng Hình Thứ tính chuyện truy phế bà. Chương Đôn là người căm giận Tuyên Nhân hậu nhất, gọi: ["Nguyên Hựu chi sơ, Lão gian thiện quốc"; 元祐之初，老姦擅國], ám chỉ sự suy thoái triều Tống ở đầu năm Nguyên Hựu là do "Lão gian" Tuyên Nhân hậu.
Chương Đôn kích động lên Hình Thứ, khiến Hình Thứ dẫn chuyện Lâu Chiêu Quân thời Bắc Tề, từng ở cung điện tên「"Tuyên Huấn"; 宣訓」, có ý muốn phế cháu mình là Thiếu Chủ, nhằm ý ly gián Triết Tông và Tuyên Nhân hậu, tố Tuyên Nhân hậu muốn phế Triết Tông. Hình Thứ ngụy tạo việc Tư Mã Quang từng đối Phạm Tố Vũ (范祖禹) mà nói:「"Hiện giờ vua nhỏ dân ngờ, chuyện cũ của Tuyên Huấn thực có thể thấy rõ!"」. Chưa đủ, Chương Đôn còn sai một người trong họ của Tuyên Nhân hậu là Cao Sĩ Kinh (高士京) thượng sớ, nói phụ thân của hắn là Cao Tuân Dụ (高遵裕) khi lâm chung, đuổi hết người bên cạnh chỉ để Sĩ Kinh ở lại hầu. Khi ấy Thần Tông đăng sắp nguy, Tể thần Vương Khuê sai người hỏi Tuân Dụ rằng:「"Hoàng thái hậu muốn lập ai làm Đế?!"」, Tuân Dụ giận mà đuổi đi. Sự tấu lên, các đại thần Vương Khuê, Tư Mã Quang đều bị truy biếm. Chương Đôn còn muốn truy phế Tuyên Nhân hậu, nhưng có Hướng Thái hậu cùng mẹ ruột của Triết Tông là Chu Thái phi hết lời can ngăn, thậm chí còn cãi nhau mấy trận với Chương Đôn nên việc mới thôi.
Thời Tống Cao Tông, Long Hựu Mạnh Thái hậu xin xét lại hành vi Chương Đôn, Thái Biện, Hình Thứ đã bôi nhọ Tuyên Nhân hậu, truy tặng cả nhà họ Cao. Mẹ của Tuyên Nhân hậu là Tào thị truy phong Lỗ Quốc Phu nhân (魯國夫人), các em trai của Tuyên Nhân hậu là Sĩ Lâm, Sĩ Tốn cùng Công Hội, Công Kỉ đều truy Vương, những người thụ ân của họ Cao hơn 10 người.

## Hậu duệ
Tuyên Nhân Thánh Liệt Hoàng hậu sinh hạ cho Tống Anh Tông 4 Hoàng tử và 2 Hoàng nữ, gồm:
1. Tống Thần Tông Triệu Hú [趙頊].
2. Triệu Hạo [赵颢; 1050 - 1096], biểu tự Trọng Minh (仲明), bổn danh Triệu Trọng Củ (赵仲糺).
Ông học rộng biết nhiều, thư pháp đến kị xạ đều tinh thông. Khi Anh Tông lên ngôi (1063), sơ phong Nhạc An Quận công (樂安郡公), sang năm sau cải phong Đông Dương Quận vương (東陽郡王). Sau đó, ông liên tiếp nhận nhiều chức vụ cao, cải đất phong. Lần cuối còn sống thụ phong (1096) là Sở vương (楚王), thuỵ ["Vinh"; 榮]. Sau đó, hai lần cải phong, thành Yên vương (燕王) rồi sau là Ngô vương (吳王), nên gọi Ngô Vinh vương (吳榮王).
3. Triệu Nhan [赵颜], mất sớm. Tặng Nhuận vương (润王). Thời Anh Tông chưa có tên, cái tên này là do Tống Huy Tông truy tặng[23].
4. Triệu Quân [赵頵; 1056 - 1088], bổn danh Triệu Trọng Khác (赵仲恪).
Khi Anh Tông lên ngôi, sơ phong Đại Ninh Quận công (大寧郡公), không lâu sau cải thành Hộ Quốc công (鄠國公). Sau đó 4 năm (1067) cải phong Nhạc An Quận vương (樂安郡王). Nhiều lần cải phong và chức vị, gần nhất khi còn sống (1085) thụ phong Kinh vương (荊王). Khi mất, cải phong Ngụy vương (魏王), ban thuỵ ["Đoan Hiến"; 端献]. Sau, cải phong Ích vương (益王), do đó toàn thụy Ích Đoan Hiến vương (益端献王).
5. Nguỵ Quốc Đại Trưởng Công chúa [魏國大長公主; 1051 - 1080], con gái thứ hai của Anh Tông. Giỏi cổ văn, hiểu lễ tiết.
Tống Anh Tông lên ngôi, sơ phong Định An Công chúa (宝安公主). Tống Thần Tông lên ngôi, cải phong Thư Quốc Trưởng Công chúa (舒國長公主), sau viết Thục Quốc (蜀國), hạ giá lấy Vương Sân (王诜). Khi mất, tặng Triệu Quốc Trưởng Công chúa (越國長公主), thụy hiệu ["Hiền Huệ"; 賢惠], sai cải phong Tần, Kinh, Ngụy tam quốc Đại Trưởng Công chúa. Thời Tống Huy Tông, truy tặng Hiền Huệ Đại Trưởng Đế cơ (賢惠大長帝姬).
6. Hàn Quốc Ngụy Quốc Đại Trưởng Công chúa [韓國魏國大長公主; 1051 - 1123], con gái thứ ba của Anh Tông, là em gái sinh đôi của Định An Công chúa.
Tống Anh Tông lên ngôi, sơ phong Thọ Khang Công chúa (壽康公主), hạ giá lấy Trương Đôn Lễ (张敦礼). Tống Thần Tông lên ngôi, cải phong Kỳ Quốc Trưởng Công chúa (祁國長公主), lại đổi Vệ Quốc (衛國). Khi mất, tặng làm Hàn, Ngụy nhị quốc Đại Trưởng Công chúa. Thời Tống Huy Tông, tặng Hiền Đức Ý Hành Đại Trưởng Đế cơ (賢德懿行大長帝姬).